# Il nostro agente all'Avana
Il nostro agente all'Avana (Our Man in Havana, 1958) è un romanzo di Graham Greene. 
Nel 1959 da questo romanzo fu tratto il film omonimo, diretto da Carol Reed e interpretato da Alec Guinness.

## Trama
La storia è ambientata a Cuba al tempo del regime di Fulgencio Batista, prima della conquista dell'Avana da parte di Fidel Castro. È la vicenda di James Wormold, mite rappresentante commerciale e venditore di aspirapolvere, afflitto da problemi economici e da quelli causati dalla figlia adolescente, fervente cattolica ma anche materialista e amante della bella vita, a cui deve badare da solo, essendo stato lasciato dalla moglie. Il nostro uomo si lascia arruolare dai servizi segreti britannici per guadagnare qualche soldo, e per restarci inizia a inventarsi clamorose rivelazioni. Non essendo in grado di reperire alcunché, inventa di sana pianta informazioni e una rete di collaboratori, fino a spedire a Londra i progetti di un macchinario da guerra basato sulle componenti di un aspirapolvere. Presto finisce inguaiato tra i sospetti dell'MI6 e le indagini del capitano Segura, un poliziotto antispionaggio cubano invaghito della figlia di Wormold. Alla fine solo l'imbarazzo di dover rivelare alla pubblica opinione una tale grottesca vicenda spingerà i servizi britannici a premiare Wormold con un posto fisso a Londra, dove potrà anche sposare Beatrice, un'agente inviata per controllarlo che presto si innamora di lui, e pagare il collegio di studi alla figlia.

## Commento
Il romanzo, scritto nel pieno del periodo della guerra fredda, ha un intento satirico nei confronti di una certa letteratura e cinematografia di spionaggio, che all'epoca proponeva spie invincibili e affascinanti, sistemi infallibili e sofisticatissimi, ai quali invece, nel suo romanzo, Greene contrappone come protagonista un uomo qualunque che si arrangia come può in mezzo a personaggi dalla dubbia moralità, nel quadro di una rete spionistica tutt'altro che infallibile e impermeabile. Il libro, quindi, è anche una denuncia della faciloneria con cui si muovono i servizi segreti.
A questo romanzo si è dichiaratamente ispirato John le Carré per Il sarto di Panama.

## Edizioni italiane
- Il nostro agente all'Avana, traduzione di Bruno Oddera, Collezione La Medusa n.429, Milano, Arnoldo Mondadori Editore, 1959,  p. 348.
- Il nostro agente all'Avana, traduzione di Adriana Bottini, Collana Oscar Scrittori del Novecento (Scrittori moderni) n.1174, Milano, Mondadori, 2002,  p. 294, ISBN 88-04-46682-0.